# Myriam L'Aouffir
Myriam L'Aouffir (née à Rabat en 1968) est une femme d'affaires germano-marocaine. Elle est, depuis 2017, la quatrième épouse de Dominique Strauss-Kahn.

## Biographie
Myriam L'Aouffir arrive en France en 1985 après son baccalauréat pour y suivre des études de lettres modernes, puis de sciences de l’information et de communication. Elle commence sa carrière à France Télévisions en tant qu'attachée de presse. Elle est nommée ensuite au poste de relations extérieures de l’ambassade du Maroc en France. Parmi ses dossiers, elle promeut la candidature de Tanger à l’exposition internationale de 2012. 
Elle intervient dans le monde de l’humanitaire (AIDES intervenant dans la lutte contre le sida, en tant que consultante en communication et relations extérieures). Elle intervient également pour une association (Juste pour eux) qui vient en aide aux enfants issus de milieux défavorisés dans les régions en développement. Elle est également vice-présidente de l'association MekkiL' qui œuvre pour la protection de la mère et de l'enfant.
Entre 2010 et 2015, elle est chargée de la communication numérique du groupe France Télévisions.

## Vie privée
Elle est l'épouse de Dominique Strauss-Kahn (relation débutée en 2012 et rendue publique lors du Festival de Cannes de 2013). Le mariage est célébré le 7 octobre 2017, à Marrakech. Le couple vit au Maroc, où Dominique Strauss-Kahn possède un riad. 